# Cripta del Peccato Originale
La cripta del Peccato Originale è una chiesa rupestre di Matera: per il suo ciclo di affreschi è definita la "Cappella Sistina del rupestre".

## Storia e descrizione

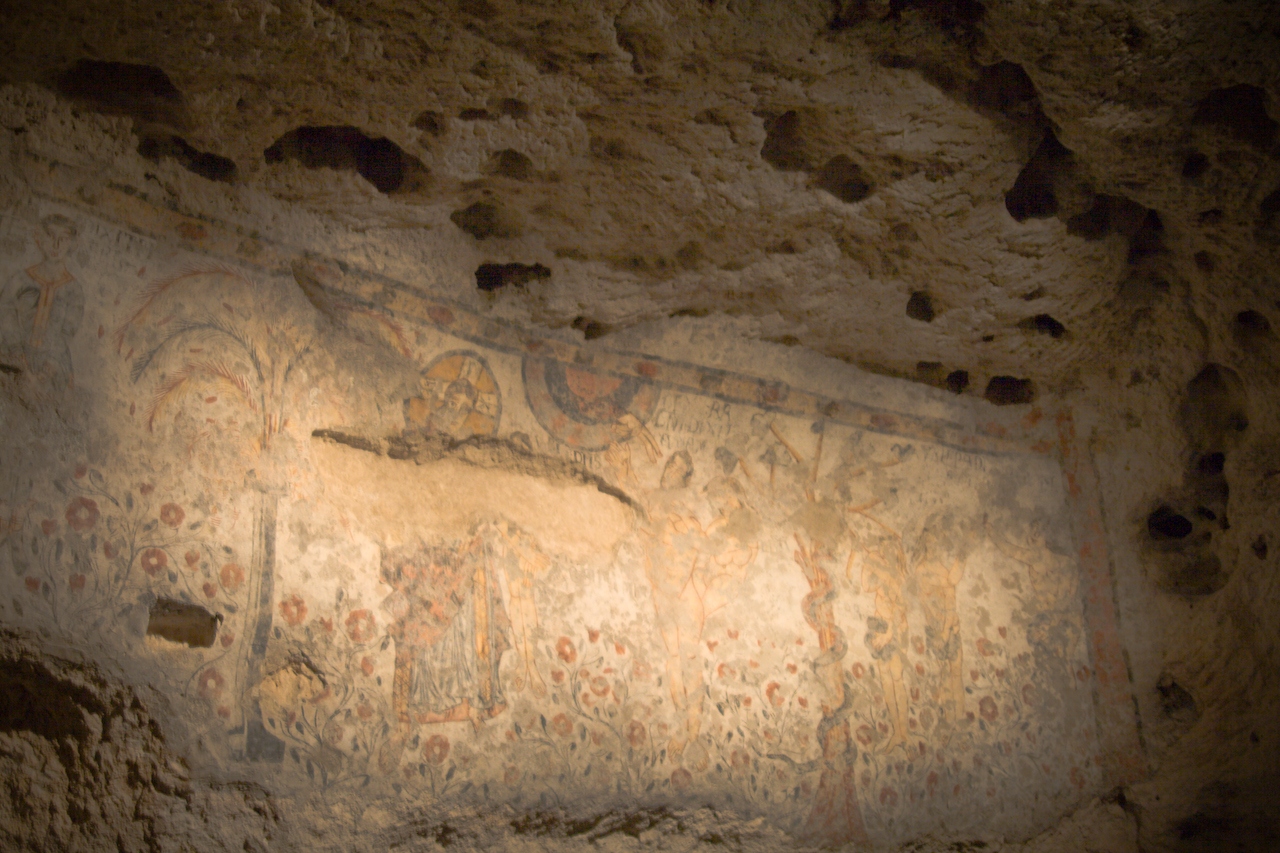
Affreschi

L'origine della chiesa, scavata nella roccia lungo la parete della Gravina di Picciano a Matera, è collocata nel periodo compreso tra il VIII e il IX secolo: probabilmente il cenobio apparteneva all'ordine benedettino, come testimoniato da alcuni elementi che caratterizzano il ciclo di affreschi presenti al suo interno. Successivamente abbandonata, la chiesa viene menzionata su degli appunti di Domenico Ridola, chiamata come grotta dei Cento Santi, e dal racconto di un pastore, che l'aveva utilizzata come ricovero per se stesso e i propri animali: venne ritrovata il 1º maggio 1963 dai soci del circolo La Scaletta e sottoposta a lavori di restauro.
Dato il lungo periodo dell'abbandono è difficile definire la struttura originaria: si presenta come un unico ambiente sulle cui pareti sinistra e di fondo è dipinto un ciclo di affreschi, opera di un unico artista, chiamato Pittore dei Fiori di Matera, forse un benedettino. La pittura è di chiaro stampo longobardo, con pochi riferimenti all'arte bizantina, dovuti all'arrivo in Italia nel periodo di papi orientali, e alla pittura romana, come la linea di disegno semplice, ricchi abiti e volti espressivi. Sulla parete sinistra, in tre nicchie, sono affrescate rispettivamente tre triarchie: quelle degli Apostoli, ossia i santi Pietro, Andrea e Giovanni, delle Vergini Regine, ossia la Madonna con Bambino o Basilissa e altri due soggetti femminili, e degli Arcangeli, ossia Michele, Gabriele e Raffaele. Sulla parete di fondo sono dipinte scene dell'Antico Testamento relative alla Genesi, in particolare della Creazione e del Peccato Originale, a cui la chiesa deve la denominazione. Completano il ciclo pitture di fiori, mentre di altri affreschi risulta difficile l'interpretazione a causa del cattivo stato di conservazione; tutte le rappresentazioni sono descritte da un'epigrafe in latino.